# Maráthská Wikipedie

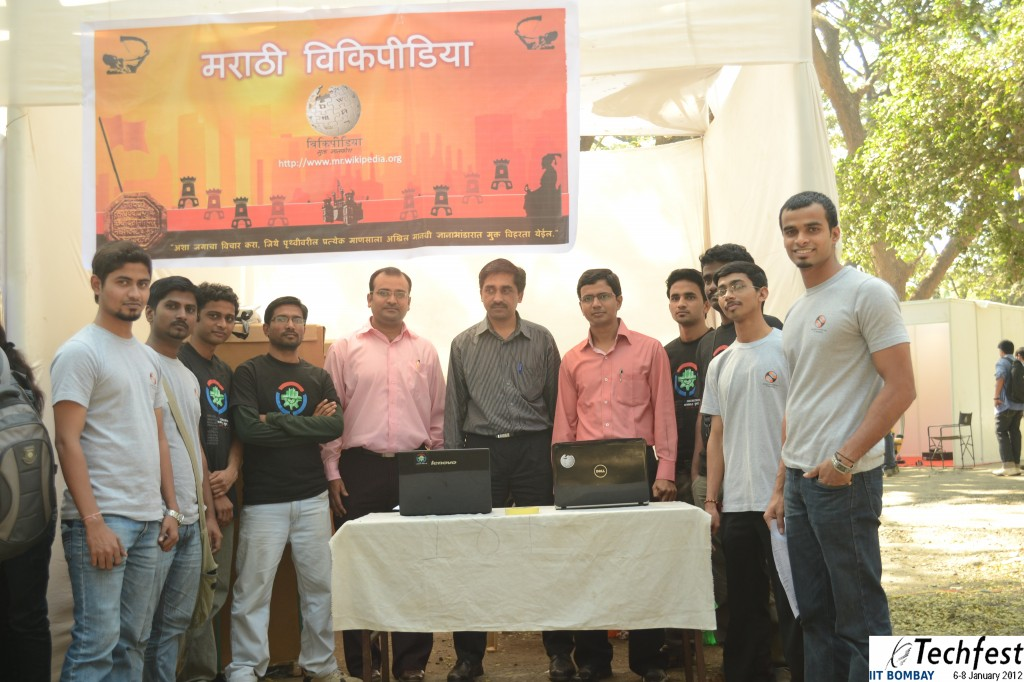
Prezentace Maráthské Wikipedie na Techfestu v Bombaji 6.1.2012

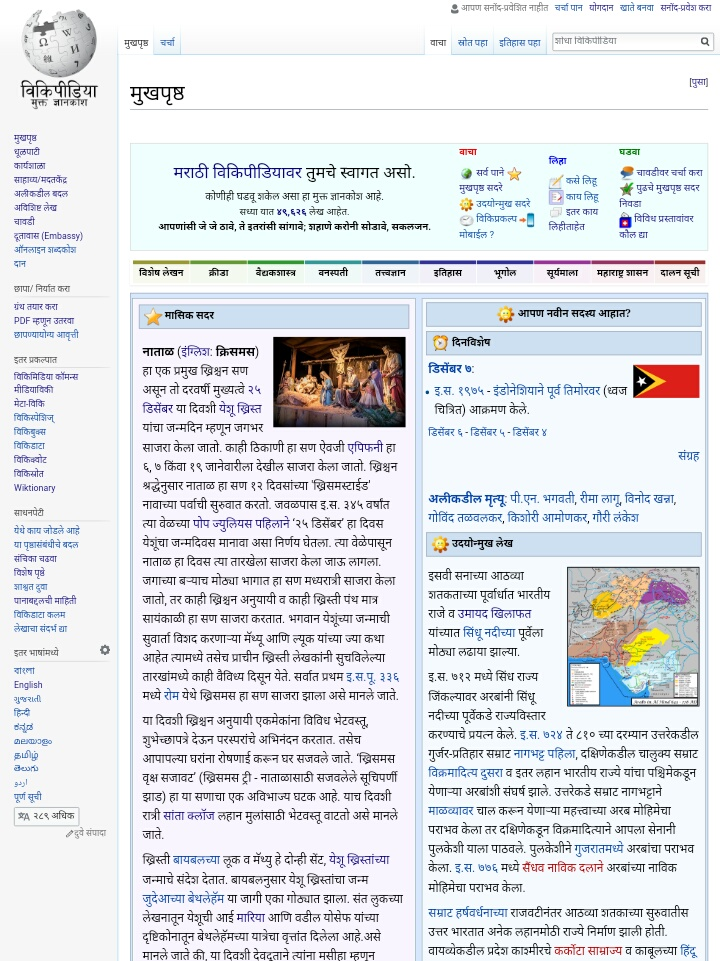

Maráthská Wikipedie je edice Wikipedie v maráthštině. V lednu 2022 obsahovala přes 82 000 článků a pracovalo pro ni 10 správců. Registrováno bylo přes 139 000 uživatelů, z nichž bylo asi 240 aktivních. V počtu článků byla 77. největší Wikipedie.